# Yellow River
«Yellow River» (с англ. — «Жёлтая река») — песня, записанная британской поп-рок-группой Christie, выпущенная синглом лейблом Pye Records в мае 1970 года и ставшая международным хитом, возглавив чарты Великобритании, Голландии, Ирландии, Швейцарии и Норвегии.

## История создания
Первоначально автор песни Джефф Кристи предложил её группе The Tremeloes, которая и записала её в нескольких версиях, рассчитывая выпустить синглом. Однако после успеха их «Call Me Number One» (и имея в виду переход на более рок-ориентированный путь развития), Tremeloes отказались от этой идеи и выпустили сорокапяткой собственную композицию «By The Way», которая имела в чартах весьма скромный успех.
Продюсер Майк Смит «снял» с плёнки вокал Tremeloes и заменил его на партию, исполненную автором, Джеффом Кристи.

### Текст песни
Текст «Yellow River» в своё время вызвал споры. Было ясно, что повествование ведётся от лица молодого человека, отслужившего срок в армии и возвращающегося в родной город на некой «Жёлтой реке».  Британский же видеоклип изображал участников группы на барже плывущими по Темзе через Лондон.

### Кавер-версии
Версия «Yellow River», записанная The Tremeloes, партию вокала в которой исполнил барабанщик Дэйв Манден, включалась в несколько хит-сборников группы, причем как на английском, так и на испанском языках: под заголовком «No Comprendes» она выходила синглом в Испании и нескольких странах Латинской Америки.
Свои версии «Yellow River» записывали также R.E.M.,Leapy Lee, Элтон Джон, Middle Of The Road, Tubeless Hearts и Джо Дассен (его «L’Amerique» была выпущена также летом 1970 года).
Русскоязычная версия «Толстый Карлсон» (автор русского текста — Илья Резник) была записана советским ВИА «Поющие гитары» в 1971 году. Литовская версия (записанная Keistuoliu Teatras) называется «Geltona Upe», израильская (исполнители Дэнни Сандерсон и Шими Тавори) — «Nahar Tzahov». Российская группа «Унесённые ветром» записала русскоязычную версию под названием «Ела рыбу». В репертуаре Тыниса Мяги был эстонский вариант песни — «Vana jõgi» (автор эстонского текста — Хельдур Кармо). В репертуаре российской группы Jazz Dance Orchestra есть два варианта этой песни в инструментальном и вокальном вариантах.

### Места в чартах
Сингл «Yellow River», выпущенный в мае 1970 года, стал международным мега-хитом, поднявшись до #1 в UK Singles Chart, а также возглавив хит-парады Голландии, Ирландии, Швейцарии и Норвегии (результат сингла в Billboard Hot 100 — #23).

## Достижения в чартах
| Страна            | Наивысшее место в чартах |
| ----------------- | ------------------------ |
| Германия          | 2                        |
| Ирландия          | 1                        |
| Голландия         | 1                        |
| Норвегия          | 1                        |
| Швейцария         | 4                        |
| Великобритания    | 1                        |
| Соединённые Штаты | 23                       |